# 錢景超
錢景超（1555年—？），字世功，號玉門，浙江寧波府慈谿縣人，民籍，明朝政治人物。

## 生平
萬曆七年（1579年）己卯科浙江鄉試第七十九名，萬曆十一年（1583年）癸未科會試第一百六名，登三甲第二百一十八名進士。都察院觀政，次年授江西新建县知县，卒于官。

## 家族
曾祖錢涇；祖父錢宗傑；父錢瑩。母陳氏。具慶下。